# 두분토론
두분토론은 2010년 6월 20일부터 2011년 10월 16일까지 무려 1년동안 방영된 《개그콘서트》의 코너이다.